# چوی یون هی
چوی یون هی (انگلیسی: Choi Eun-hee؛ زادهٔ ۲۰ نوامبر ۱۹۲۶– درگذشته ۱۶ آوریل ۲۰۱۸) یک هنرپیشه و بازیگر سینما اهل کره جنوبی بود. وی بین سال‌های ۱۹۴۷ تا ۱۹۸۵ میلادی فعالیت می‌کرد.
از فیلم‌ها یا برنامه‌های تلویزیونی که وی در آن نقش داشت می‌توان به یک گل در جهنم اشاره کرد. فیلم مستند "عشاق و حاکم ظالم" درباره ربوده شدن این دو و انتقال آنها به کره شمالی در سال ۲۰۱۶ ساخته شد.